# Dues cançons per a veu de contralt, amb viola i piano
Les Dues cançons per veu de contralt, amb viola i piano, Op. 91 (en alemany, Zwei Gesänge für eine Altstimme mit Bratsche und Klavier), foren compostes per Johannes Brahms per als seus amics Joseph Joachim i la seva muller Amalie. El text de la primera cançó, "Gestillte Sehnsucht" ("Anhel apaivagat"), és un poema de Friedrich Rückert, i fou composta el 1884; sens dubte el text va apel·lar a l'amor de Brahms per la natura. El segon text, "Geistliches Wiegenlied" ("Cançó de bres sagrada)" és un text d'Emanuel Geibel a partir de l'obra de Lope de Vega; el va compondre el 1863. El fet d'afegit la viola, el seu instrument de corda preferit, podria tenir Bach com referent. Van sortir publicades per N. Simrock com a opus 91 el 1884.

## Context compositiu
El famós violinista Joachim, qui també tocava la viola, es va casar amb Amalie Schneeweiss, una cantant, l'any 1863. Tenia veu de contralt i el seu nom artístic era Amalie Weiss. Tots dos eren amics de Brahms i ell va compondre la cançó "Geistliches Wiegenlied" en ocasió del seu casament; no els va fer en aquell moment, però sí un any més tard pel bateig del seu fill, anomenat Johannes en honor de Brahms. Probablement l'any 1884 Brahms va revisar la cançó i va una altra cançó posant en música el poema de Rückert, "En goldnen Abendschein getauchet". També la va dedicar a la parella, però en aquest cas, per ajudar-los en moment de problemes matrimonials.
Brahms, en una carta de l'agost de 1884, va anunciar al seu editor N. Simrock que li enviava "einige Kleinigkeiten für Gesang" (uns quantes peces petites per a ser cantades) per a ser publicades com a opus 91–95. L'estrena pública fou el 30 de gener de 1885 en una Kammermusiksoirée (un concert de música de cambra nocturn) a Krefeld, durant el Stiftungsfeier de Singverein. Els intèrprets foren la contralt Auguste Hohenschild, el viola Alwin von Beckerath, i Brahms tocava el piano.

## 1.Gestillte Sehnsucht
La primera cançó, la va compondre molt més tard que la segona. Posà música a tres estances d'un poema de Rückert que en té quatre, una obra publicada l'any 1816 amb el títol Jugendlieder (Cançons de joventut); eren el segon volum de les seves obres. El poema comença "In gold'nen Abendschein getauchet, wie feierlich die Wälder stehn!" ("Immersos en la daurada llum del vespre, que solemnes es mostren els boscos!") Cada estrofa és de sis línies, rimant ababcc. La primera estrofa fa una descripció d'un vespre pacífic, preguntant-se que murmuren els ocells i el vent, i donant la resposta: bressolen el món perquè s'adormi. La segona estrofa esmenta desitjos i anhels, i pregunta al vent i als ocells per fer-los adormir també. Brahms no utilitzà la tercera estrofa. En l'estrofa final, el protagonista admet que és el seu anhel personal ("mein Geist", el meu esperit) el que deixarà d'existir quan la vida acabi: "Dann lispeln die Winde, die Vögelein mit meinem Sehnen mein Leben ein." ("Llavors mormolaran el vent i els ocellets, la meva vida amb els meus anhels.")

## 2.Geistliches Wiegenlied
La segona cançó, que va compondre molt abans que la primera, és una cançó de bressol, en la que Brahms posa música a "Die ihr schwebet" en el que Emanuel Geibel parafraseja una cançó de Lope de Vega del seu Cantarcillo de la Virgen. El poema de Geibel va aparèixer, sense un títol, a Spanisches Liederbuch. El poema comença amb una dona que s'adreça als àngels sagrats ("heil'gen Engel") per silenciar als arbres perquè el seu nen està dormint. Se suposa que qui parla és Maria, la mare de Jesús. La primera estrofa té sis línies, mentre que les tres estrofes següents tenen vuit línies cadascuna. La segona estrofa descriu el vent enfadat i les palmeres, la tercera, la càrrega del sofriment del món i el cansament del nen, i la quarta, el fred amenaçador; però totes quatre és resolen en la darrera línia, "Es schlummert mein Kind." ("Està dormint el meu fill").
La viola comença la cançó interpretant una famosa nadala alemanya, "Joseph, lieber Joseph Mein" i desapareix quan entra la veu, que té unes melodies dolces i oscil·lants. Aquest lied és especialment significatiu no només pels seus peculiars efectes de color sinó, encara més, pel seu contingut profundament emotiu i, també, per l'ús molt imaginatiu de la tècnica del cantus firmus.